# Nemotelus rufoabdominalis
Nemotelus rufoabdominalis är en tvåvingeart som beskrevs av Cole 1923. Nemotelus rufoabdominalis ingår i släktet Nemotelus och familjen vapenflugor. Inga underarter finns listade i Catalogue of Life.